# Burschenschaft
Burschenschaft (studenterforening (karleskab, af Bursche = karl, knægt, dreng, og -schaft = -skab); i flertal Burschenschaften) er det tyske ord for en bestemt type studenterklubber eller studenterforbindelser (Studentenverbindungen), der spirede frem i Tyskland først i det 19. århundrede.
Burschenschaften er tæt knyttet til de første tysk-nationale bevægelser, som blomstrede under krigene mod Napoleon Bonaparte, og de kan ses som modpart til de ældre former for studenterforbindelser, Landsmannschaft (Landsmandsskab, eller på latin Nation, som de blandt andet også kendes i Sverige) og Corps (fra det franske corps, legeme).
Det er vigtigt at understrege at Burschenschaften udgør én af mange forskellige typer studenterforbindelser. Der findes over 80 forskellige Dachverbände, hvér forener en bestemt type studenterforbindelser. De fleste prestigefyldte tysksprogede universiteter har sådanne studenterforbindelser, ligesom adskillige i både Belgien, Holland, Chile, Frankrig, Luxembourg, Estland, Polen og Ungarn.

## Burschenschafternes begyndelse
Ordet Bursche i Burschenschaft afledtes af det nylatinske bursarius, en beboer af en burse, og var i det 18. og begyndelsen af det 19. århundrede en algemen betegnelse for enhver student på et universitet. Burschenschaft skal forstås som helheden af burscherne. Ordet Burschenschaft selv opstod i denne forstand omkring år 1800, altså som reference til helheden af byens studenter.
Hvor Landsmannschaften siden 1500-tallet havde været sammenslutninger af studenter fra samme region, der rejste sammen til og fra deres universitet i en tid hvor det var forbundet med betydelig fare at rejse alene, var det studentiske Corps en kammeratslig sammenslutning blandt venner, der overtog traditioner både fra landsmandsskaberne og fra de i 1700-tallet fremvoksene Studenterordener og Kränzchen (små kranse).
Slaget ved Leipzig 1813 ses som begyndelsen på Burschenschaften, selv om grundlæggerne af det første Burschenschaft allerede 1811/1812 havde udformet idéen. I slaget ved Leipzig deltog mange unge tyske frivillige studerende, inspireret af den spirende nationalromantik, i kampen mod Napoleon, og slaget blev mytologiseret som folkeslaget ved Leipzig. Umiddelbart efter den prøjsisk-østrigsk-russisk-svenske sejr grundlagdes det første Burschenschaft, og snart opstod Burschenschafterne ved alle større tyske universiteter.
De unge medlemmer af disse studenterforbindelser, Burschenschafterne, var i første halvdel af det 19. århundrede en betydelig samfundsmæssig kraft, især fordi det var i disse Burschenschafterkredse, at mange af fremtidens ledere, professorer, statsmænd osv. skulle findes. Burschenschafterne forenede nationalisme med liberalisme og krævede en tysk selvstændig nation med en fri forfatning kun for tyskere. Deres kamp mod det autoritære og meget konservative tyske styre kulminerede med revolutionen i 1848; de led nederlag året efter. Herefter ændrede Burschenschaften karakter og begyndte i stigende grad at blive mere konservative, især under Bismarcks styre. Det var en konsekvens af socialismens indmarsch i verdenshistorien.
I tydelig modsætning hertil valgte de tysksprogede Corps, der som sagt eksisterede allerede fra 1700-tallets slutning, altid at forblive upolitiske som helhed, det såkaldte toleranceprincip. Skønt corpsstudenterne som helhed var reaktionære, tro mod konge og kejser, stod det enhver frit at have den politiske indstilling han ønskede. Således var grundlæggeren af det tyske socialdemokrati, Wilhelm Liebknecht, Corpsstudent. Fyrst Bismarck selv var også medlem af et Corps, og ikke et Burschenschaft.

## Militarismens indflydelse på Burschenschaften
Det var især under militarismen i Tyskland i sidste del af det 19. århundrede, at Burschenschaften manifesterede sig som en næsten reaktionær i bedste fald konservativ kraft i det tyske samfund. Især nærede Burschenschafterne afsky for den fremkommende socialisme, og de distancerede sig mere og mere fra det, de så som pøblen.
De fleste Burschenschaften dyrkede helterollen, og medlemmerne duellerede tit mod hinanden, ligesom medlemmerne af mange andre slags studenterforbindelser gjorde, og gør den dag i dag, inklusive Landsmannschaften og Corps. En Burschenschafter uden snitsår i ansigtet efter duel, et mensur-ar, var ikke en rigtig Burschenschafter. Der opstod efterhånden nationalistiske, autoritære og antisemitiske tanker i mange Burschenschaften, frem for liberale og demokratiske.

## Burschenschaften ogNazi-Tyskland
Antisemitismen blev i løbet af det 20. århundrede en fast bestanddel af mange Burschenschaften, og i 1920 blev det ved et Burschenschaften-konvent besluttet, at jøder ikke længere have adgang til Burschenschaften. Mange Burschenschaften trak sig ud af den nationale forsamling, men de fleste blev og gennemførte udelukkelsen af jøder.
Selv om mange Burschenschafter var særdeles nationalistiske, antidemokratiske og antisemitiske, kan de aldrig kategoriseres som nazister, dertil var deres meninger for forskelligartede.
Da NSDAP kom til magten i 1933, gik der ikke lang tid, før samtlige studenterforbindelser - også Burschenschaften - blev opløst, og alle medlemmer af de opløste studenterforbindelser tvunget sammen i nazistiske Kameradschaften (kammeratskaber) under det nazistiske NSDStB (nationalsocialistiske tyske studenterforbund).
Denne kendsgerning benyttes af mange som forsvar af Burschenschafternes kontroversielle image i dag. Skønt Adolf Hitler hverken brød sig om Burschenschaften eller nogen anden form for studenterforbindelse, så blev mange tidligere Burschenschafter begestrede og fremtrædende nazister, i langt højere grad, end det for eksempel var tilfældet med de tyske Corps.

## Burschenschaften i dag
Burschenschaften er i dag langt fra, hvad de har været, men i traditionsrige universitetsbyer som Heidelberg og Tübingen er de stadig en fast del af studie- og byliv. I de to årtier før første verdenskrig byggede mange studenterforbindelser egne, ofte store og prægtige villaer, der endnu dén dag i dag beboes af unge studenter, som så senere efter studiet bidrager finansielt til traditionens fortsættelse. Dette princip sætter sig også igennem ved Burschenschafterne.
Burschenschaften er i dag kontroversielle og anses af især venstrefløjen for at være nationalistiske reder, en anklage der i forskellig grad hæves imod alle slags studenterforbindelser. En generel mangel på viden om studenterforbindelserne og deres historie fører ofte til, at alle bærere af den tyske studentertradition føjes ind under fanen 'Burschenschaft' - selvom Burschenschaften i dag er langt i undertal, og der i vore dage eksisterer mange forskellige forbindelser, der udelukkende optager for eksempel kristne eller katolske studenter, eller kun kvindelige studerende, gymnasieelever, akademikere, etc.